# Roger Clemens

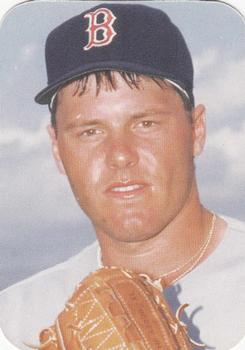
Roger Clemens i Boston Red Sox dräkt 1986.

William Roger Clemens, född den 4 augusti 1962 i Dayton i Ohio, är en amerikansk före detta professionell basebollspelare som spelade 24 säsonger i Major League Baseball (MLB) 1984-2007. Clemens var högerhänt pitcher.
Clemens spelade för Boston Red Sox (1984–1996), Toronto Blue Jays (1997–1998), New York Yankees (1999–2003), Houston Astros (2004–2006) och Yankees igen (2007). Totalt spelade han 709 matcher i grundserien, varav 707 starter, och var 354–184 (354 vinster och 184 förluster) med en earned run average (ERA) på 3,12 och 4 672 strikeouts på 4 916,2 innings pitched.
Clemens vann sju gånger Cy Young Award, priset till ligans bästa pitcher, vilket är rekord i MLB. Hans 354 vinster under karriären är nionde bäst genom tiderna i MLB och hans 4 672 strikeouts är tredje bäst. Ett annat strikeout-rekord han innehar är i kategorin flest strikeouts under en match (20) (matcher som gått till förlängning undantagna). Han satte rekordet i april 1986. Rekordet har sedan dess tangerats flera gånger, varav en gång av Clemens själv.
Bland Clemens övriga meriter kan nämnas att han vann World Series två gånger, togs ut till elva all star-matcher, vann en MVP Award och två gånger presterade en Triple Crown. 1999 togs han ut till århundradets lag för 1900-talet och 2014 valdes han in i Boston Red Sox hall of fame. Dock har han på grund av misstankar om dopning inte blivit invald i National Baseball Hall of Fame.

## Karriär

### Major League Baseball
Clemens gjorde sin MLB-debut för Boston Red Sox 1984. Han spelade för Red Sox i 13 säsonger i rad innan han 1997 skrev på för Toronto Blue Jays. Efter två säsonger för Blue Jays såldes han till New York Yankees, där han vann World Series två gånger, 1999 och 2000. 2004–2006 spelade han för Houston Astros innan han återvände till New York Yankees 2007, vilken blev hans sista säsong i MLB.

### Atlantic League
I augusti 2012 gjorde han en kort comeback för Sugar Land Skeeters, en klubb i den av MLB oberoende proffsligan Atlantic League.

### Internationellt
Clemens representerade USA vid World Baseball Classic 2006. Han startade två matcher, varav han vann en och förlorade en, och hade en ERA på 2,08 och tio strikeouts.

## Efter karriären
2013 hjälpte Clemens sin gamla klubb Houston Astros att utveckla sina pitchers.
2014 valdes Clemens in i Boston Red Sox hall of fame.
Dopningsmisstankarna som riktats mot Clemens (se nedan) har gjort att hans eventuella inträde i National Baseball Hall of Fame har ifrågasatts. När han 2013 för första gången var valbar fick han bara 37,6 % av rösterna, långt från de 75 % som krävdes. Hans andel av rösterna steg successivt under de följande åren, men nådde som högst 65,2 % 2022, vilket också var sista gången som det gick att rösta på honom.

## Dopningsmisstankar
Clemens anklagades i december 2007 i den så kallade Mitchellrapporten för att ha använt dopning under sin karriär, huvudsakligen på grund av uppgifter lämnade av hans förra fystränare Brian McNamee. Clemens förnekade alla anklagelser under ett edsvuret vittnesmål inför USA:s kongress i februari 2008, vilket så småningom ledde till att han åtalades för bland annat mened. Rättegången påbörjades i juli 2011, men fick ställas in sedan otillåten bevisning visats för juryn av åklagarsidan. Rättegången återupptogs i april 2012. Efter en rättegång som varade i 35 rättegångsdagar ogillades åtalet på alla punkter den 18 juni 2012. Parallellt med brottmålet pågick även ett tvistemål där McNamee krävde skadestånd av Clemens för att Clemens förtalat honom.